# Naturlig transformation
Inom matematik, närmare bestämt kategoriteori, är en naturlig transformation något som avbildar en funktor på en annan funktor, på ett sådant sätt att strukturen hos de inblandade kategorierna bevaras. Med andra ord kan man se en naturlig transformation som en "morfism mellan funktorer".

## Definition
Låt {\displaystyle F} och {\displaystyle G} vara kovarianta funktorer mellan kategorierna {\displaystyle {\mathcal {C}}} och {\displaystyle {\mathcal {D}}}. En naturlig transformation från {\displaystyle F} till {\displaystyle G} är en funktion som till varje objekt {\displaystyle X\in {\mathcal {C}}} tilldelar en {\displaystyle {\mathcal {D}}}-morfism {\displaystyle \eta _{X}:F(X)\to G(X)} sådan att för varje morfism {\displaystyle f:X\to Y} i {\displaystyle {\mathcal {D}}} gäller det att {\displaystyle \eta _{Y}\circ F(f)=G(f)\circ \eta _{X}}. Detta kan också skrivas med hjälp av ett kommutativt diagram som: 
Definitionen kan också dualiseras: om {\displaystyle F} och {\displaystyle G} istället är kontravarianta funktorer så är en naturlig transformation motsvarande kommutativa diagram där de horisontella pilarna pekar i motsatt riktning.

## Exempel
Ett typiskt exempel på en naturlig transformation kommer från linjär algebra: 
Låt A = B = Vec  K  vara kategorin av (ändligtdimensionella) vektorrum över en kropp K. Om F nu är identitetsfunktorn på Vec  K  och G är funktorn som avbildar varje vektorrum V på sin bidual V**, så finns det en naturlig transformation som till varje objekt i A, alltså till varje vektorrum V, tilldelar avbildningen {\displaystyle T_{V}:V\rightarrow V^{**}}, där T  V  definieras av {\displaystyle (T_{V}(x))(f)=f(x)}. Inom linjär algebra säger man vanligen att det finns naturlig isomorfism mellan V och V**. Detta innebär precis att T är en naturlig transformation från identitetsfunktorn F till "dubbeldualfunktorn" G.